# Invading My Mind
«Invading My Mind» (с англ. — «Оно овладевает моим разумом») — песня, американской певицы и актрисы Дженнифер Лопес, записанная для её седьмого студийного альбома Love?. Авторы композиции — RedOne, AJ Junior, BeatGeek, Тедди Скай, Билал Хаджжи , Джимми Джокер. Продюсеры — RedOne, Дженнифер Лопес, Леди Гага, BeatGeek, Джимми Джокер и Кук Харрелл. «Invading My Mind» — песня в быстром темпе. В ней рассказывается о желании преодолеть чувство, которое «атакует, овладевает разумом».
Песня получила положительные отзывы критиков, которые надеялись, что она будет выпущена синглом. Песню сравнили с синглом группы Ace of Base «Beautiful Life» и творчеством Кайли Миноуг. Критики также сравнили её с синглом Лопес «On the Floor». После выхода альбома Love?, «Invading My Mind» дебютировала на десятой позиции международного чарта Южной Кореи.

## История выхода песни
Песня была написана RedOne, AJ Junior, BeatGeek, Тедди Скаем, Билалом Хаджжи, Джимми Джокером, и спродюсирована RedOne, Лопес, Леди Гагой и Джокером. RedOne также выступил вокальным продюсером. Все вокальные партии были записаны Джимом Аннузиато, Джошем Гудвином и Куком Хареллом на студиях «Cove Studios» в Нью-Йорке и «Henson Recording Studios» в Калифорнии. RedOne, Крис «Тек» О’Райн и Тревор Мацци выступили ответственными за аудиоинжиниринг композиции. RedOne и О’Райн также выступили вокальными редакторами. Программированием инструментов занялся RedOne. Позже песня была смикширована Тревором Мацци.
«Invading My Mind» — песня в быстром темпе, длительностью в три минуты и двадцать секунд (3:20). Мелисса Ньюмен с сайта HitFix описала композицию, как «„быстрый“, с элементами евродэнса, „танцевально-роботизированный“ хит». Свагата Панжари с «Radio and Music» назвала песню «„сильным“ электро-поп-треком с современным, клубным и „энергетическим“ звучанием». Критики сравнили песню с синглом группы Ace of Base «Beautiful Life» и с творческом Кайли Миноуг.
По словам Лопес, ей очень понравилось работать с RedOne, так как он «сделал всё, как можно лучше для неё». Её также поразило его марокканское, шведское и американское происхождение. «Он замечательный. Он очень хороший человек, он очень добрый. Он может создать что-нибудь такое, что обязательно понравится всему миру, и учитывая, что он работает на международном уровне, это очень даже возможно. Кто-то может танцевать, кто-то создавать поп- и урбан-музыку. Надир же может и то и другое и знает рецепт настоящего хита» — говорит Лопес.

## Участники записи
Данные адаптированы с буклета альбома Love?
- RedOne — вокальная аранжировка, вокальное редактирование, игра на инструментах, программирование инструментов, продюсер, вокальный продюсер, звукорежиссёр, автор песни
- Тедди Скай — бэк-вокал, автор песни
- Крис «Тек» О’Райн — вокальное редактирование, звукорежиссёр
- Кук Харрелл — вокальное редактирование, вокальный продюсер, вокальный инжиниринг
- BeatGeek — игра на инструментах, программирование инструментов, продюсер, автор песни
- Джимми Джокер — игра на инструментах, программирование инструментов, продюсер автор песни
- Тревор Мацци — микширование, звукорежиссёр
- Дженнифер Лопес — продюсер, вокал
- Леди Гага — продюсер, вокал
- Джим Аннузиато — вокальный инжиниринг
- Джош Гудвин — вокальный инжиниринг
- AJ Junior — автор песни
- Билал «The Chief» — автор песни

## Чарты
| Чарт (2011) | Наивысшая позиция |
| ----------- | ----------------- |
| Южная Корея | 43                |